# Fructosa-1,6-bisfosfatasa
La fructosa-1,6-bisfosfatasa (FBP) (EC 3.1.3.11) es una enzima localizada en el hígado que cataliza la reacción de la gluconeogénesis que convierte la fructosa-1,6-bisfosfato a fructosa-6-fosfato. La FBP cataliza la reacción inversa catalizada en la glicólisis por la fosfofructoquinasa-1.
| fructosa-1,6-bisfosfato | Fructosa-1,6-bisfosfatasa | Fructosa-1,6-bisfosfatasa | fructosa 6-fosfato |
|                         |                           |                           |                    |
| ADP                     | ATP                       |                           |                    |
|                         |                           |                           |                    |
| H2O                     | Pi                        |                           |                    |
|                         |                           |                           |                    |
|                         |                           |                           |                    |

Tanto la fructosa-1,6-bisfosfatasa como la fosfofructoquinasa-1 solamente catalizan la reacción en una dirección, y están reguladas por metabolitos como la fructosa-2,6-bisfosfato. La actividad alta de una enzima está acompañada por la baja actividad de la otra.
La FBP participa en muchas rutas metabólicas y se encuentra en muchos organismos. Requiere iones metálicos como cofactores para la catálisis, preferentemente Mg2+ y Mn2+. La enzima es inhibida por el ion Li+.

## Estructura
En la FBP de los mamíferos, se ha mostrado que un residuo de lisina está involucrado en el mecanismo catalítico. La región alrededor de este residuo está altamente conservada. En algunas secuencias bacterianas de FBP, este residuo de lisina está substituido por uno de arginina.
Se ha encontrado que el plegamiento de la FBP del cerdo es idéntico a la de la inositol-fosfato fosfatasa (IMPA) (EC 3.1.3.25). La inositol-polifosfato 1-fosfatasa (INPP) (EC 3.1.3.57), la IMPA y la FBP comparten un motivo secuencial (Asp-Pro-Ile/Leu-Asp-Gly/Ser-Thr/Ser) que se ha demostrado que se une a iones metálicos y participa en la catálisis. Este motivo también se encuentra en los homólogos de las IMPA de los hongos, bacterias y levaduras. Se ha sugerido que estas proteínas definen una familia antigua estructuralmente conservada que participa en diversas rutas metabólicas incluyendo la señalización mediante inositol, gluconeogénesis, asimilación de sulfato y posiblemente el metabolismo de la quinona.

## Grupos de FBP
Se han identificado tres grupos diferentes de FBP en los eucariotas y en las bacterias (FBP I, FBP II y FBP III). Ninguno de estos grupos se ha encontrado hasta el momento en las arqueas, aunque un nuevo grupo de FBP (FBP IV) que también tiene actividad inositol monofosfatasa ha sido recientemente identificada en las archaea.
Un nuevo grupo de FBP (FPB V) se ha encontrado en las archaea termofílicas y en la bacteria hipertermofílica Aquifex aeolicus. Un estudio estructural sugiere que la FBP V tiene un nuevo plegamiento para un azúcar-fosfato, formando un sandwich de cuatro capas alfa-beta-beta-alfa, a diferencia del más usual de cinco capas alfa-beta-alfa-beta-alfa. La disposición de las cadenas laterales catalíticas y los ligandos metálicos se encontró consistente con el mecanismo catalítico asistido con tres iones metálicos propuesto para otras FBP.
La FBP encontrada en Bacillota (bacterias gram-positivas) no muestra una similitud significativa con la enzima de otros organismos. La enzima del Bacillus subtilis es dependiente del Mn2+ y es inhibida por el AMP, aunque esta inhibición puede ser superada por el fosfoenolpiruvato.